# Adolf von Eck
Adolf von Eck (* 26. September 1860 in Höchst am Main; † 10. Februar 1923 in Wiesbaden) war ein deutscher Notar und Abgeordneter des Provinziallandtages der Provinz Hessen-Nassau.

## Leben
Adolf von Eck war ein Sohn des Amtsrichters Ernst von Eck (1826–1888), Sohn des liberalen Politikers Friedrich Arnold von Eck.
Nach dem Abitur am Gymnasium Wiesbaden im Jahre 1879 absolvierte er ein Studium der Rechtswissenschaften und wurde Rechtsanwalt und Notar in Wiesbaden. 
Er betätigte sich kommunalpolitisch und war von 1895 bis 1923 Fraktionsvorsitzender der Deutschen Demokratischen Partei im Stadtrat von Wiesbaden. 
In den Jahren von 1900 bis 1920 war er Mitglied des Nassauischen Kommunallandtages des preußischen Regierungsbezirks Wiesbaden bzw. des Provinziallandtages der Provinz Hessen-Nassau, wo er dem Finanz-, Eingaben- und Beamtenausschuss angehörte und von 1905 bis 1920 stellvertretendes Mitglied des Landesausschusses war. 
Von Eck war Mitglied der Freisinnigen Vereinigung, die 1893 aus der Deutschen Freisinnigen Partei hervorgegangen ist und 1910 in der Fortschrittlichen Volkspartei aufging. Diese löste sich auf und ging in der Deutschen Demokratischen Partei auf, deren Mitglied er 1920 wurde.